# Iwan Szpied´ko
Iwan Fadiejewicz Szpied´ko (ros. Иван Фадеевич Шпедько, ur. 1918, zm. 4 grudnia 1983 w Dżakarcie) – radziecki dyplomata.

## Życiorys
Członek WKP(b), 1939 ukończył Charkowski Instytut Pedagogiczny, od 1941 pracował w Ludowym Komisariacie Spraw Zagranicznych ZSRR, 1942-1945 wicekonsul Generalnego Konsulatu ZSRR w Raszcie (Iran). 1949-1953 radca Ambasady ZSRR w Afganistanie, 1953-1956 pomocnik kierownika Wydziału Państw Bliskiego Wschodu Ministerstwa Spraw Zagranicznych ZSRR, od 20 stycznia 1956 do 15 lutego 1960 ambasador nadzwyczajny i pełnomocny ZSRR w Pakistanie, 1961-1963 zastępca kierownika Wydziału Południowej Azji MSZ ZSRR. Od 20 lutego 1963 do 18 października 1968 ambasador nadzwyczajny i pełnomocny ZSRR w Kanadzie, od 2 czerwca 1976 ambasador nadzwyczajny i pełnomocny ZSRR w Indonezji, zmarł na placówce w Dżakarcie.